# Bayerische Eishockeymeisterschaft 1926/27
Die Bayerischen Eishockey-Meisterschaft 1926/27 gewann der SC Riessersee.
Riessersee und – nach dem Rückzug des Vizemeisters HG Nürnberg und einer Qualifikation – der ESV Füssen starteten für Bayern in die Deutsche Eishockey-Meisterschaft 1927.

## Bayerische Meisterschaft
Halbfinale
| 9. Januar 1927 | ESV Füssen | 1:0 | HG Nürnberg | Faulenbachsee, Füssen |

Beide Mannschaften kamen überein, wegen der schlechten Eisverhältnisse das Spiel als Freundschaftsspiel anzusehen. Das Halbfinale wurde daher zwei Wochen später wiederholt:
| 23. Januar 1927 | ESV Füssen 1:1 Schwimmböck | 1:3 (0:1, 1:2) Spielbericht | HG Nürnberg 0:1 Dengler oder Lehmeyer 1:2 Kracklauer Külke oder Kühlken | Rießersee, Garmisch |

| 9. Januar 1927 | SC Riessersee Gruber, Fischer | 2:0 (2:0, 0:0) Spielbericht | Münchener EV | Faulenbachsee, Füssen |

München legte Protest gegen das Spiel ein, da die Scheibe „das Höchstgewicht bedeutend überschritten habe“ (200 Gramm statt 170 Gramm).
Finale
Das ursprünglich für den 23. Januar angesetzte Finale musste wegen der Wiederholung des Halbfinals um eine Woche verschoben werden.
| 30. Januar 1927 | SC Riessersee | 8:2 (5:2, 3:0) | HG Nürnberg | Aschauerweiher, Berchtesgaden |

Spiel um Platz 3
Nachdem die Deutsche Meisterschaft verschoben werden musste, konnte der Bayerische Vizemeister HG Nürnberg nicht antreten. Daher spielten die Halbfinalverlierer der Bayerischen Meisterschaft den 3. Platz und damit einen Nachrücker für die Deutsche Meisterschaft aus.
| 5. Februar 1927 | ESV Füssen | 4:3 | Münchener EV | Füssen |